# Amt Nörten
Das Amt Nörten  war ein historischer Verwaltungsbezirk des Königreichs Hannover.

## Geschichte
Das Amt Nörten wurde 1852 gebildet. Es umfasste im Wesentlichen den Bestand des früheren Patrimonialgerichts der von Hardenberg, das nach dem französisch-westphälischen Intermezzo 1814 wieder errichtet worden war, sowie das ehemals kurmainzische Petersstift Nörten. 1850 wurde die Patrimonialgerichtsbarkeit im Königreich Hannover aufgehoben, zwei Jahre später das Amt Nörten ins Leben gerufen. Sein Amtssprengel wurde noch um das früher zum Amt Bovenden gehörige Dorf Marienstein vermehrt. 1859 wurde das Amt aufgehoben und in das Amt Northeim eingegliedert.

## Gemeinden
Das Amt Nörten umfasste folgende Gemeinden:
| - Bishausen - Bühle - Elvese | - Großenrode - Hardenberg - Hillerse | - Lütgenrode - Marienstein - Nörten | - Sudershausen - Sudheim - Unterbillingshausen |

- Karte mit allen verlinkten Seiten:
- OSM |
- WikiMap

## Amtmann
- 1852–1859: Carl Philipp Adolph Deichmann, Amtmann